# 將軍漁港
將軍漁港是一座位於臺灣台南市將軍區的漁港，民國81年（1992年）始建、民國90年（2001年）10月25日正式啟用。此漁港為該市最大漁港之一。另外，本港口亦依水深分為三部分：外、內泊地與小船渠。

## 漁港概況
本漁港原名為中心漁港，甫啟用時為第一類漁港，但於民國95年（2006年）11月30日時改為第二類，並同時交由台南市政府管理。漁港之泊地面積為27.83公頃，陸域面積為88.56公頃。碼頭長度（總長2,891公尺）及水深依據漁港之區域有所不同：外泊地長1546公尺、水深4.5公尺；內泊地長915公尺、水深3.5公尺；小船渠長430公尺，水深2.5公尺。本港建成時亦有附帶建設部分相關設施，包括觀光魚市、魚貨拍賣中心、海巡檢查站、漁具倉庫、停車場、海廢暫置區等。另外，有部分土地已出售，作為私人開發用。

## 利用狀況
為具有觀光、漁業、交通三用途之漁港。除此之外，自民國104年（2015年）之後，每年夏季（約7-9月），由台南市政府主辦之「台南夏日音樂節 - 將軍吼」已移至將軍漁港舉辦。而為獎勵周邊漁民回收海洋廢棄物，已於民國110年（2021年）與安平漁港一同設置海廢暫置區。此處另設有回收獎勵辦法，即以3.5公斤重之海洋廢棄物，可與台南市漁港及近海管理所兌換50元超商禮券。截至民國110年10月28日止，本漁港已回收4558公斤之廢棄物。同時漁港所也藉此招募漁船加入環保的行動隊伍，於出海時將發現之海廢帶回漁港之暫置區之後再行分類處理。

## 交通

### 主要道路
- 台61線（西部濱海快速公路）
  - 北門交流道（283）
  - 將軍交流道（292）
- 南25-1線

### 公車
- 興南客運：藍10、藍20[4]
- 新營客運：61（台灣好行西濱快線）[5]

### 船班
- 詠傑海運：澎湖東吉漁港-台南將軍漁港[6]

## 外部連結
- 南縣區漁會